# Díode emissor de llum orgànic flexible

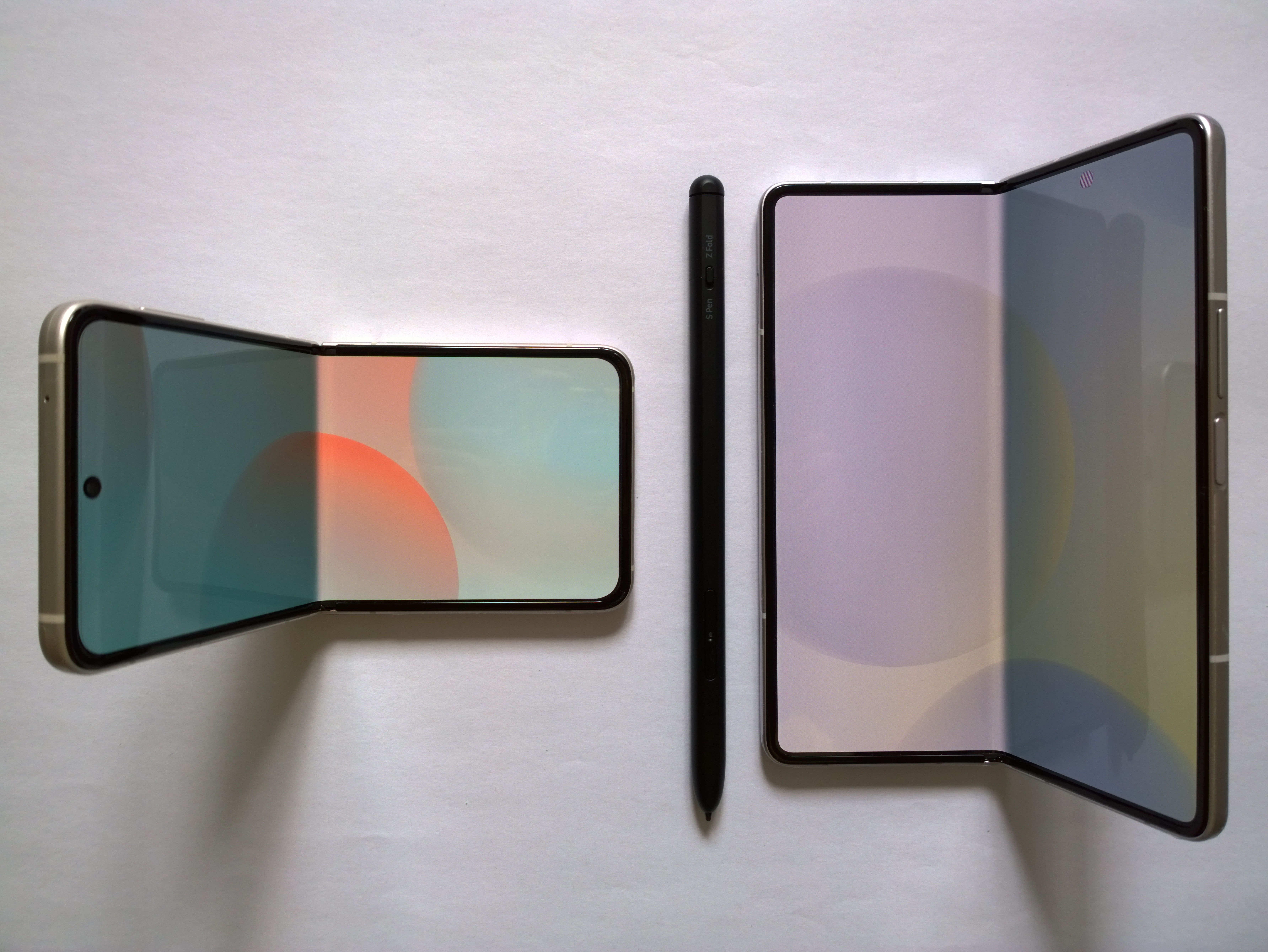
Pantalles OLED flexibles en telèfons intel·ligents plegables.

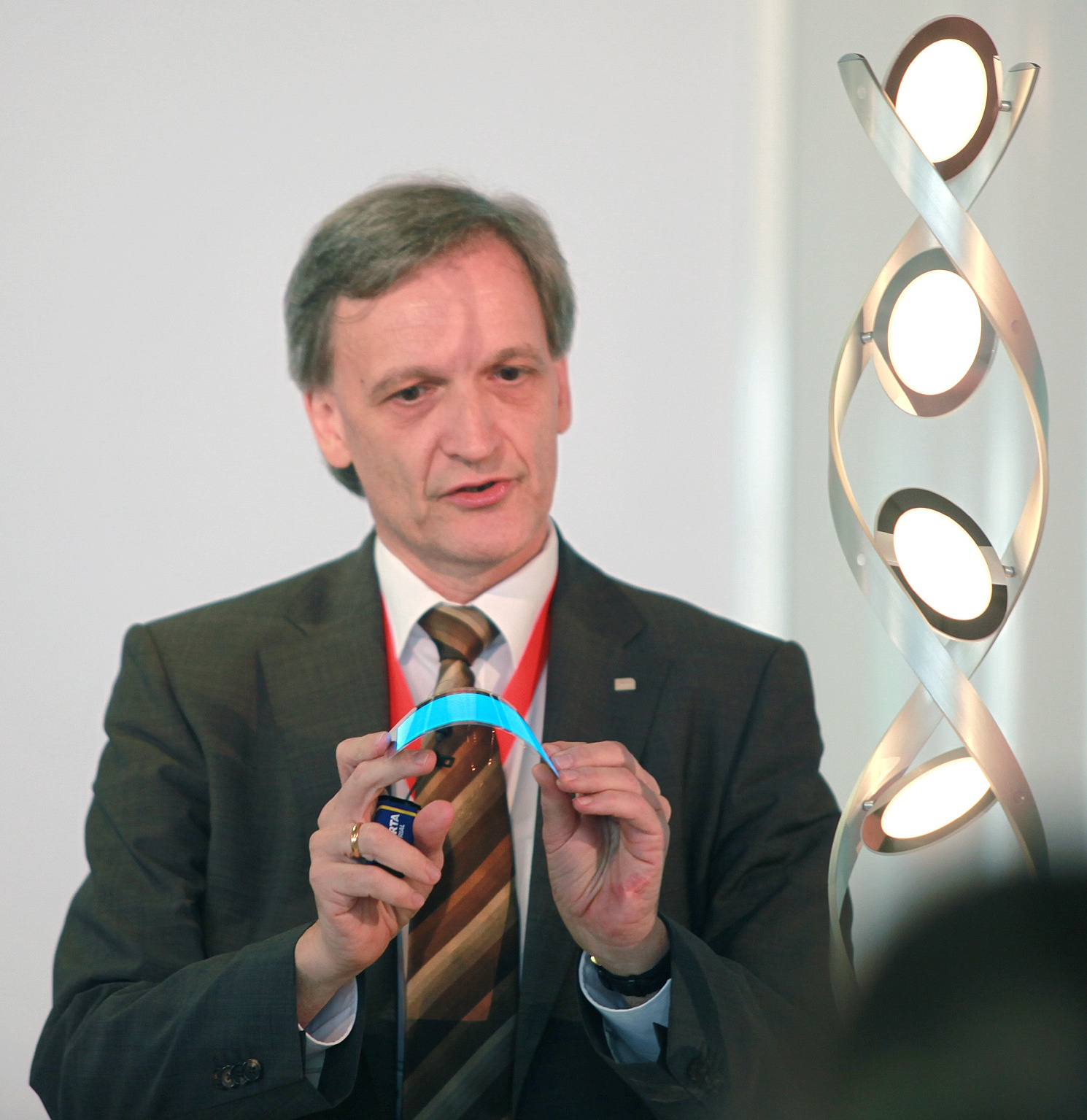
Demostració d'una làmpada OLED flexible alimentada per bateries de Merck KGaA.

Un díode emissor de llum orgànic flexible (FOLED) és un tipus de díode emissor de llum orgànic (OLED) que incorpora un substrat plàstic flexible sobre el qual es diposita el semiconductor orgànic electroluminescent. Això permet que el dispositiu es doblegui o enrotlli mentre encara funciona. Actualment, el focus de la investigació en grups industrials i acadèmics, els OLED flexibles formen un mètode per fabricar una pantalla enrotllable.

## Detalls tècnics i aplicacions
Un OLED emet llum a causa de l'electroluminescència de pel·lícules primes de semiconductors orgànics aproximadament 100 nm gruixut. Els OLED normals es fabriquen normalment sobre un substrat de vidre, però substituint el vidre per un plàstic flexible com el tereftalat de polietilè (PET) entre d'altres, els OLED es poden fer flexibles i lleugers.
És possible que aquests materials no siguin adequats per a dispositius comparables basats en semiconductors inorgànics a causa de la necessitat de fer coincidir la xarxa i el procediment de fabricació d'alta temperatura implicat.
En canvi, els dispositius OLED flexibles es poden fabricar mitjançant la deposició de la capa orgànica sobre el substrat mitjançant un mètode derivat de la impressió d'injecció de tinta, que permet la fabricació econòmica i rotllo a rotllo d'electrònica impresa.
Els OLED flexibles es poden utilitzar en la producció de pantalles enrotllables, paper electrònic o pantalles flexibles que es poden integrar en roba, fons de pantalla o altres superfícies corbes. Les pantalles prototips han estat exposades per empreses com Sony, que són capaços d'enrotllar-se al voltant de l'amplada d'un llapis.

## Desavantatges
Tant el propi substrat flexible com el procés de flexió del dispositiu introdueixen estrès als materials. Pot haver-hi esforços residuals per la deposició de capes sobre un substrat flexible, tensions tèrmiques a causa del diferent coeficient d'expansió tèrmica dels materials en el dispositiu, a més de la tensió externa de la flexió del dispositiu.
L'estrès introduït a les capes orgàniques pot reduir l'eficiència o la brillantor del dispositiu a mesura que es deforma, o provocar una ruptura completa del dispositiu. L'òxid d'estany d'indi (ITO), el material més utilitzat com a ànode transparent, és fràgil. Es pot produir una fractura de l'ànode que pot augmentar la resistència de la làmina de l'ITO o interrompre l'estructura en capes de l'OLED. Tot i que l'ITO és el material d'ànode més comú i millor entès utilitzat en els OLED, s'ha dut a terme investigacions sobre materials alternatius que són més adequats per a aplicacions flexibles, inclosos els nanotubs de carboni.